# Борба код Трешњева
Уочи Ускрса бугарско село Трешњево је позвало Василија Трбића да дође код њих, спроведе српску организацију и покупи пушке. Истовремено, Трешњевци су обећали да ће предати арсенал и одмах прећи на српску страну.
Војвода Василије Трбић је 2. априла, на трећи дан Васкрса, са 14 четника дошао у планину изнад Трешњева и Бистрице. Пошто је сазнао да су у Трешњеву бугарске војводе Стеван Димитров и Дачо схватио је да циљ Трешњеваца није прелазак на српску страну већ да се намамљивањем у ово село, његова чета уништи. Због тога је јавио Трешњевцима да је са четом у њиховом коритиштима, на супротној страни од места, где је заузео положај. По пријему Трбићевег писма бугарски војвода Дачо је са 50-60 људи (комита и сељака) кренуо у правцу планине, пуцајући с намером да привуче Турску војску. Очекивао је да ће се Срби повлачити према планини и да ће им тиме пресећи одступницу. Када су се, око 3 часа после подне, приближавали Трбићевој чети, дочекани су плотунима. Сељаци су се разбежали, а са Дачом је остало 13 комитаџија и карпи изнад Бистрице.
Око 6 часова после подне стигла је турска посада из Папрадишта и Богомиле с нежиловске стране и теовска и нежиловска потера из бистричке стране. Бугари су три пута покушали да се дочепају шуме, али су их четници са паљбом увек враћали у карпу. Седморица Бугара је ипак успела да се докопа шуме у којој су се сакрили чекајући ноћ. Четници у овој борби нису имали губитака. Бугари су имали петорицу убијених комита а Турска потера 10 мртвих. Борба са Турцима је настављена до мрака, када се Трбићева чета повукла према Нежилову.